# James Hatton Hemsley
James Hatton Hemsley (n. 1923 ) es un profesor, y botánico, inglés, que desarrolló sus actividades académicas como "oficial científico principal", en el Royal Botanic Gardens, Kew, Inglaterra.

## Algunas publicaciones
- james h. Hemsley. 1958. Caricaceae. Flora of tropical East Africa. Ed. Crown Agents for Oversea Govs. & Administrations, 4 pp.

### Libros
- james h. Hemsley. 2000. Flora of Tropical East Africa: Sapotaceae. Ed. Royal Botanic Gardens, Kew, 78 pp. ISBN 1842463136

- -----------------------. 1973. Black swan in Tasmania. Ed. National Parks & Wildlife Service, Tasmania, 26 pp.

- -----------------------. 1968. Sapotaceae. Flora of tropical East Africa. Ed. Crown Agents for Oversea Govs. & Administrations, 78 pp.

- -----------------------. 1956. Connaraceae. Flora of tropical East Africa. Angiospermae. Ed. Crown Agents for Oversea Govs. & Administrations, 27 pp.

- La abreviatura «J.H.Hemsl.» se emplea para indicar a James Hatton Hemsley como autoridad en la descripción y clasificación científica de los vegetales.[2]